# سردار کورتولوش
سردار کورتولوش (انگلیسی: Serdar Kurtuluş؛ زادهٔ ۲۳ ژوئیهٔ ۱۹۸۷) بازیکن فوتبال اهل ترکیه است.
از باشگاه‌هایی که در آن بازی کرده‌است می‌توان به باشگاه فوتبال غازی عینتاب‌اسپور، باشگاه فوتبال بشیکتاش، و باشگاه فوتبال بورسااسپور اشاره کرد.
وی همچنین در تیم‌های ملی فوتبال جوانان ترکیه، زیر ۲۱ سال ترکیه، و ترکیه بازی کرده‌است.